# Buenavistilla
Buenavistilla är en ort i Mexiko.   Den ligger i kommunen Buenavista och delstaten Michoacán de Ocampo, i den södra delen av landet, 400 km väster om huvudstaden Mexico City. Buenavistilla ligger 276 meter över havet och antalet invånare är 523.
Terrängen runt Buenavistilla är kuperad åt sydost, men åt nordväst är den platt. Terrängen runt Buenavistilla sluttar söderut. Runt Buenavistilla är det ganska glesbefolkat, med 38 invånare per kvadratkilometer. Närmaste större samhälle är Felipe Carrillo Puerto, 11,9 km nordväst om Buenavistilla. Omgivningarna runt Buenavistilla är en mosaik av jordbruksmark och naturlig växtlighet.